# Batrachuperus
Batrachuperus là một chi động vật lưỡng cư trong họ Hynobiidae, thuộc bộ Caudata. Chi này có 7 loài và 86% bị đe dọa hoặc tuyệt chủng.

## Các loài
- Batrachuperus cochranae Bản mẫu:Nr Liu, 1950
- Batrachuperus karlschmidti Liu, 1950
- Batrachuperus londongensis Liu e Tian, 1978
- Batrachuperus pinchonii (David, 1872)
- Batrachuperus taibaiensis Song, Zeng, Wu, Liu e Fu, 2001
- Batrachuperus tibetanus Schmidt, 1925
- Batrachuperus yenyuanensis Liu, 1950